# دوري الأمم الأوروبية للسيدات 2023–24
دوري الأمم الأوروبية للسيدات 2023–24 هو الموسم الافتتاحي من بطولة دوري الأمم الأوروبية للسيدات، وهي مسابقة دولية لكرة القدم للسيدات تشارك فيها المنتخبات الوطنية النسائية للدول الأعضاء في الاتحاد الأوروبي لكرة القدم (يويفا). أقيمت مرحلة المجموعات في الفترة من سبتمبر إلى ديسمبر 2023، بينما أُقيمت الأدوار النهائية في فبراير 2024. كما حددت نتائج البطولة تشكيلات الدوريات في تصفيات يورو 2025 للسيدات، وكذلك المنتخبين المتأهلين إلى دورة الألعاب الأولمبية الصيفية 2024 في باريس إلى جانب فرنسا المستضيفة.

## نظام البطولة
بدأت البطولة بمرحلة المجموعات، حيث قُسّمت المنتخبات الوطنية إلى ثلاث دوريات (أ، ب، وج) بناءً على تصنيف الاتحاد الأوروبي لكرة القدم للمنتخبات الوطنية للسيدات. ضم الدوريان "أ" و"ب" 16 منتخبًا مقسمة إلى أربع مجموعات، كل منها تحتوي على أربعة فرق، بينما ضم الدوري "ج" بقية المنتخبات، مقسمة إلى مجموعات من ثلاثة أو أربعة فرق.
لعبت الفرق في كل مجموعة بنظام الذهاب والإياب في دور المجموعات. وتأهلت أبطال المجموعات في الدوري "أ" إلى نهائيات دوري الأمم، التي تضمنت مباريات نصف نهائي من جولة واحدة، ومباراة تحديد المركز الثالث، والنهائي. حُددت مواجهات نصف النهائي والفرق المستضيفة من خلال قرعة مفتوحة، كما حددت القرعة أي من نصف النهائيين ستستضيف مباراتي تحديد المركز الثالث والنهائي. تأهل أفضل منتخبين في النهائيات (باستثناء فرنسا) إلى دورة الألعاب الأولمبية 2024.
كما تضمنت البطولة نظام الصعود والهبوط، والذي طُبق في تصفيات يورو 2025 للسيدات، حيث رُقي أبطال المجموعات في الدوريين "ب" و"ج" تلقائيًا، بينما هبطت الفرق التي احتلت المركز الرابع في الدوريين "أ" و"ب"، بالإضافة إلى أضعف منتخب يحتل المركز الثالث في الدوري "ب".
كما أُقيمت مباريات فاصلة لتحديد الفرق الصاعدة والهابطة، وذلك بالتوازي مع نهائيات دوري الأمم. حيث واجهت الفرق التي احتلت المركز الثالث في الدوري "أ" الفرق التي احتلت المركز الثاني في الدوري "ب"، بينما لعبت أفضل ثلاثة فرق في المركز الثالث من الدوري "ب" ضد أفضل ثلاثة فرق تحتل المركز الثاني في الدوري "ج".
صُنفت الفرق الأعلى في القرعة، واستضافت مباراة الإياب على أرضها. في المباريات الفاصلة من جولتين، تأهل الفريق الذي سجل أهدافًا أكثر في مجموع المباراتين. وفي حالة التعادل، يُلجأ إلى الأشواط الإضافية (لم يُطبق قانون الأهداف خارج الأرض)، وإذا استمر التعادل، يُلجأ  إلى ركلات الترجيح لتحديد الفريق الفائز.

### كسر التعادل في ترتيب المجموعات
في حالة تساوي فريقين أو أكثر في نفس المجموعة في عدد النقاط عند انتهاء مرحلة المجموعات، طُبقت المعايير التالية لتحديد الترتيب النهائي:
1. عدد النقاط الأعلى التي حصل عليها الفريق في المباريات بين الفرق المعنية؛
2. فارق الأهداف الأفضل في المباريات بين الفرق المعنية؛
3. عدد الأهداف الأعلى المسجلة في المباريات بين الفرق المعنية؛
4. إذا استمر التساوي بعد تطبيق المعايير (1-3)، يُعاد تطبيقها مرة أخرى على المباريات بين الفرق المعنية فقط، لتحديد ترتيبها النهائي.[ا] إذا لم يؤدِ ذلك إلى حسم الترتيب، تُطبق المعايير (5-11) التالية:
5. فارق الأهداف الأفضل في جميع مباريات المجموعة؛
6. عدد الأهداف الأعلى المسجلة في جميع مباريات المجموعة؛
7. عدد الأهداف الأعلى المسجلة خارج الأرض في جميع مباريات المجموعة؛
8. عدد الانتصارات الأعلى في جميع مباريات المجموعة؛
9. عدد الانتصارات الأعلى خارج الأرض في جميع مباريات المجموعة؛
10. المجموع الأقل من النقاط الانضباطية في جميع مباريات المجموعة (يُحسب كالتالي: 1 نقطة لكل بطاقة صفراء، 3 نقاط للطرد نتيجة إنذارين، 3 نقاط للطرد المباشر، 4 نقاط للبطاقة الصفراء التي تتبعها بطاقة حمراء مباشرة).
11. المركز في تصنيف الاتحاد الأوروبي لكرة القدم للمنتخبات الوطنية للسيدات.[2]

ملاحظات
1. ↑  عند تساوي فريقين أو أكثر في عدد النقاط، تُطبق المعايير (1-3) لكسر التعادل. بعد تطبيق هذه المعايير، قد يُحدد ترتيب بعض الفرق المتساوية، ولكن ليس جميعها.
على سبيل المثال، إذا كان هناك ثلاثة فرق متساوية في النقاط، فقد تؤدي المعايير الثلاثة الأولى إلى كسر التعادل لفريق واحد فقط، بينما يظل الفريقان الآخران متعادلين. في هذه الحالة، يُعاد تطبيق معايير كسر التعادل من البداية على الفرق التي لا تزال متعادلة حتى يُحدد ترتيبها النهائي.

### معايير ترتيب الفرق في الدوري
يُحدد ترتيب الفرق في كل دوري وفقًا للمعايير التالية:
1. المركز في المجموعة؛
2. عدد النقاط الأعلى؛
3. فارق الأهداف الأفضل؛
4. عدد الأهداف الأعلى المسجلة؛
5. عدد الأهداف الأعلى المسجلة خارج الأرض؛
6. عدد الانتصارات الأعلى؛
7. عدد الانتصارات الأعلى خارج الأرض؛
8. المجموع الأقل من النقاط الانضباطية (يُحسب كالتالي: 1 نقطة لكل بطاقة صفراء، 3 نقاط للطرد نتيجة إنذارين، 3 نقاط للطرد المباشر، 4 نقاط للبطاقة الصفراء التي تتبعها بطاقة حمراء مباشرة)؛
9. المركز في تصنيف الاتحاد الأوروبي لكرة القدم للمنتخبات الوطنية للسيدات.[2]

بالنسبة إلى ترتيب الفرق في الدوري "ج"، والذي قد يتكوّن من مجموعات ذات أحجام مختلفة، لا تُحتسب النتائج ضد الفرق التي تحتل المركز الرابع عند مقارنة الفرق التي تحتل المراكز الأول والثاني والثالث في مجموعاتها.
يُحدد ترتيب أفضل أربعة فرق في الدوري "أ" بناءً على نتائجها في نهائيات دوري الأمم.

### معايير الترتيب العام
يُحدد الترتيب العام لدوري الأمم الأوروبية وفقًا لما يلي:
1. تُرتب فرق الدوري "أ" (16 فريقًا) من المركز 1 إلى 16 وفقًا لترتيبها في الدوري.
2. تُرتب فرق الدوري "ب" (16 فريقًا) من المركز 17 إلى 32 وفقًا لترتيبها في الدوري.
3. تُرتب فرق الدوري "ج" من المركز 33 فصاعدًا وفقًا لترتيبها في الدوري.

### الجدول الزمني
أُقيمت البطولة في الفترة من سبتمبر 2023 إلى فبراير 2024. بدأت بمرحلة المجموعات وانتهت بإقامة نهائيات دوري الأمم، بالإضافة إلى مباريات الصعود والهبوط التي لُعبت بالتوازي معها.
فيما يلي الجدول الزمني لبطولة دوري الأمم الأوروبية للسيدات 2023–24:
| المرحلة                 | الجولة                  | تواريخ المباريات          |
| ----------------------- | ----------------------- | ------------------------- |
| دور المجموعات           | الجولة الأولى           | 21–22 سبتمبر 2023         |
| دور المجموعات           | الجولة الثانية          | 26 سبتمبر 2023            |
| دور المجموعات           | الجولة الثالثة          | 26–27 أكتوبر 2023         |
| دور المجموعات           | الجولة الرابعة          | 31 أكتوبر 2023            |
| دور المجموعات           | الجولة الخامسة          | 30 نوفمبر – 1 ديسمبر 2023 |
| دور المجموعات           | الجولة السادسة          | 5 ديسمبر 2023             |
| النهائي                 | نصف النهائي             | 23 فبراير 2024            |
| النهائي                 | اللعب على المركز الثالث | 28 فبراير 2024            |
| النهائي                 | النهائي                 | 28 فبراير 2024            |
| منافسات الصعود / الهبوط | الدور الأول             | 23 فبراير 2024            |
| منافسات الصعود / الهبوط | الدور الثاني            | 27–28 فبراير 2024         |

## التصنيف

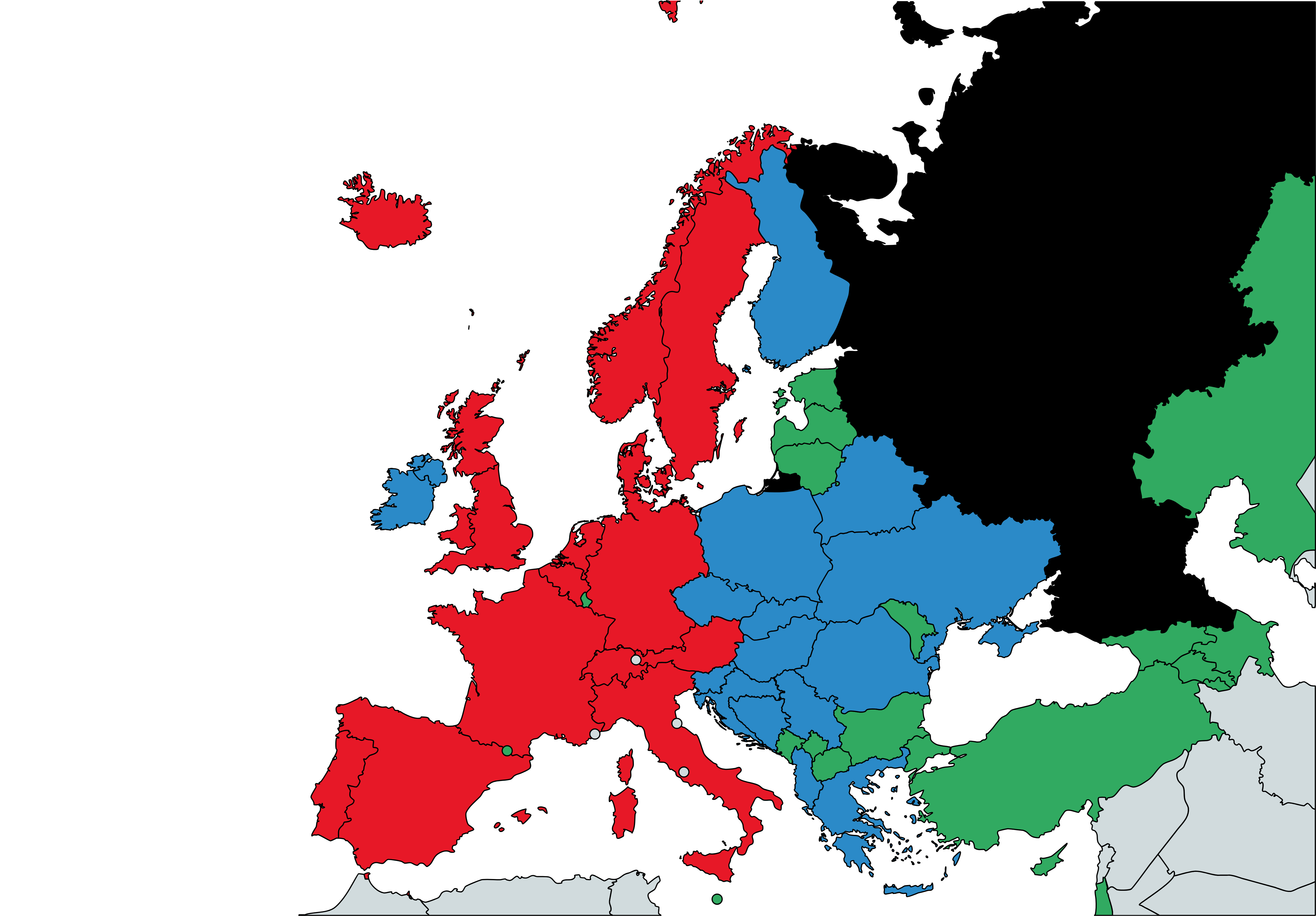
مراكز الفرق في الدوريات:
الدوري "أ"
الدوري "ب"
الدوري "ج"
فريق محظور من المنافسة

كان بإمكان جميع المنتخبات الوطنية الـ55 التابعة للاتحاد الأوروبي لكرة القدم (يويفا) تقديم طلب للمشاركة في البطولة حتى 23 مارس 2023 كموعد نهائي، حيث اعتُبر ذلك أيضًا بمثابة تسجيل للمشاركة في تصفيات يورو 2025 للسيدات. في المجمل، شاركت 51 دولة في البطولة، بينما لم يُسمح لروسيا بالمشاركة، حيث كانت الفرق الروسية معلقة إلى أجل غير مسمى من قبل يويفا والفيفا منذ 28 فبراير 2022 بسبب غزو أوكرانيا.
بالإضافة إلى ذلك، لم تقدم جبل طارق، وليختنشتاين، وسان مارينو طلبات مشاركة، مما يعني عدم إمكانية تأهلها إلى يورو 2025 للسيدات.

### قرعة مرحلة المجموعات
أُجريت قرعة مرحلة المجموعات في 2 مايو 2023 الساعة 13:00 بتوقيت وسط أوروبا الصيفي ("ج"EST) في مقر الاتحاد الأوروبي لكرة القدم في نيون، سويسرا. قُسّمت الفرق إلى الدوريات استنادًا إلى تصنيف الاتحاد الأوروبي لكرة القدم للمنتخبات الوطنية للسيدات.
- قُسّمت الفرق في الدوريين "أ" و"ب" إلى أربعة أوعية، كل منها يحتوي على أربعة فرق.
- في الدوري "ج"، قُسّمت الفرق إلى ثلاثة أوعية تحتوي على خمسة فرق، ووعاء واحد يحتوي على أربعة فرق.[10]

### القيود السياسية والجغرافية في القرعة
- لأسباب سياسية: لم يكن من الممكن أن تتواجد أرمينيا وأذربيجان في نفس المجموعة بسبب نزاع ناغورني قره باغ، كما لم يكن من الممكن أن تتواجد بيلاروسيا وأوكرانيا معًا بسبب تورط بيلاروسيا في الغزو الروسي لأوكرانيا.
- بسبب الظروف الشتوية: في الدوري "أ"، لم يكن من الممكن أن تضم أي مجموعة أكثر من فريقين من السويد، والنرويج، وآيسلندا، وفي الدوري "ج"، لم يكن من الممكن أن تضم أي مجموعة أكثر من فريقين من إستونيا، وجزر فارو، ولاتفيا، وليتوانيا.
- بسبب قيود السفر الطويل: لم يكن من الممكن أن تتواجد أندورا، وجزر فارو، ومالطا مع كازاخستان في نفس المجموعة.[10]

## الجدول الزمني
أقيمت المنافسة في الفترة من سبتمبر 2023 إلى فبراير 2024. بدأت بمرحلة الدوري وانتهت بنهائيات دوري الأمم ومباريات الصعود والهبوط التي أقيمت بالتوازي. فيما يلي الجدول الزمني لدوري الأمم الأوروبية للسيدات 2023–24.
| المرحلة               | الجولة               | تواريخ المباريات          |
| --------------------- | -------------------- | ------------------------- |
| مرحلة الدوري          | الجولة 1             | 21–22 سبتمبر 2023         |
| مرحلة الدوري          | الجولة 2             | 26 سبتمبر 2023            |
| مرحلة الدوري          | الجولة 3             | 26–27 أكتوبر 2023         |
| مرحلة الدوري          | الجولة 4             | 31 أكتوبر 2023            |
| مرحلة الدوري          | الجولة 5             | 30 نوفمبر – 1 ديسمبر 2023 |
| مرحلة الدوري          | الجولة 6             | 5 ديسمبر 2023             |
| النهائيات             | نصف النهائي          | 23 فبراير 2024            |
| النهائيات             | مباراة المركز الثالث | 28 فبراير 2024            |
| النهائيات             | النهائي              | 28 فبراير 2024            |
| مباريات الصعود/الهبوط | مباراة الذهاب        | 23 فبراير 2024            |
| مباريات الصعود/الهبوط | مباراة الإياب        | 27–28 فبراير 2024         |

## التصنيف
كان بإمكان جميع المنتخبات الوطنية الـ 55 التابعة للاتحاد الأوروبي لكرة القدم (يويفا) تقديم طلب المشاركة في البطولة حتى موعد أقصاه 23 مارس 2023، والذي كان أيضًا بمثابة طلب دخول لتصفيات تصفيات بطولة أمم أوروبا للسيدات 2025. في المجموع، شاركت 51 دولة في البطولة. لم يُسمح لمنتخب روسيا بالمشاركة، حيث أُوقفت الفرق الروسية إلى أجل غير مسمى من مسابقات يويفا وفيفا منذ 28 فبراير 2022 بسبب الغزو الروسي لأوكرانيا.
بالإضافة إلى ذلك، لم تقدم منتخبات جبل طارق، ليختنشتاين، وسان مارينو طلبات المشاركة، مما يعني أنها لم تكن مؤهلة لخوض تصفيات بطولة أمم أوروبا للسيدات 2025.
أُجريت قرعة مرحلة الدوري في 2 مايو 2023، الساعة 13:00 بتوقيت وسط أوروبا الصيفي، في بيت كرة القدم الأوروبية في نيون، سويسرا. وُزعت الفرق على الدوريات بناءً على ترتيب تصنيف المنتخبات الوطنية للسيدات في يويفا.
قُسّمت الفرق إلى أربع مجموعات من أربعة فرق في الدوري "أ" و"ب"، وثلاث مجموعات من خمسة فرق ومجموعة واحدة من أربعة فرق في الدوري "ج".
لأسباب سياسية، لم يكن بالإمكان أن تقع أرمينيا وأذربيجان (بسبب نزاع مرتفعات قره باغ)، وكذلك بيلاروسيا وأوكرانيا (بسبب التدخل البيلاروسي في الغزو الروسي لأوكرانيا) في نفس المجموعة. وبسبب قيود الملاعب الشتوية، لم يكن بالإمكان أن تضم أي مجموعة أكثر من فريقين من السويد، النرويج، وآيسلندا في الدوري "أ"، أو فريقين من إستونيا، جزر فارو، لاتفيا، وليتوانيا في الدوري "ج". وبسبب قيود السفر المفرطة، لم يكن بالإمكان وضع أكثر من فريق واحد من أندورا، جزر فارو، ومالطا مع كازاخستان.
| التصنيف | الفريق   | المعامل | الترتيب |
| ------- | -------- | ------- | ------- |
| 1       | إنجلترا  | 46,178  | 1       |
| 1       | ألمانيا  | 43,043  | 2       |
| 1       | فرنسا    | 42,584  | 3       |
| 1       | السويد   | 40,823  | 4       |
| 2       | إسبانيا  | 40,472  | 5       |
| 2       | هولندا   | 39,910  | 6       |
| 2       | النرويج  | 38,715  | 7       |
| 2       | الدنمارك | 37,535  | 8       |
| 3       | إيطاليا  | 36,455  | 9       |
| 3       | بلجيكا   | 34,794  | 10      |
| 3       | النمسا   | 33,963  | 11      |
| 3       | آيسلندا  | 33,348  | 12      |
| 4       | سويسرا   | 33,101  | 13      |
| 4       | ويلز     | 29,942  | 15      |
| 4       | البرتغال | 29,744  | 16      |
| 4       | إسكتلندا | 29,335  | 17      |

| التصنيف | الفريق           | المعامل | الترتيب |
| ------- | ---------------- | ------- | ------- |
| 1       | جمهورية أيرلندا  | 28,877  | 18      |
| 1       | بولندا           | 28,458  | 19      |
| 1       | جمهورية التشيك   | 27,508  | 20      |
| 1       | فنلندا           | 26,757  | 21      |
| 2       | صربيا            | 26,517  | 22      |
| 2       | سلوفينيا         | 26,445  | 23      |
| 2       | أيرلندا الشمالية | 25,711  | 24      |
| 2       | رومانيا          | 24,877  | 25      |
| 3       | أوكرانيا         | 24,359  | 26      |
| 3       | البوسنة والهرسك  | 23,091  | 27      |
| 3       | سلوفاكيا         | 19,213  | 28      |
| 3       | المجر            | 18,552  | 29      |
| 4       | اليونان          | 17,556  | 30      |
| 4       | كرواتيا          | 17,523  | 31      |
| 4       | بيلاروس          | 16,890  | 32      |
| 4       | ألبانيا          | 16,826  | 33      |

| التصنيف | الفريق       | المعامل | الترتيب |
| ------- | ------------ | ------- | ------- |
| 1       | مالطا        | 16,021  | 34      |
| 1       | إسرائيل      | 15,543  | 35      |
| 1       | أذربيجان     | 14,876  | 36      |
| 1       | تركيا        | 14,865  | 37      |
| 1       | مقدونيا      | 14,483  | 38      |
| 2       | كوسوفو       | 14,226  | 39      |
| 2       | الجبل الأسود | 12,668  | 40      |
| 2       | لوكسمبورغ    | 12,051  | 41      |
| 2       | إستونيا      | 9,750   | 42      |
| 2       | مولدوفا      | 9,654   | 43      |
| 3       | ليتوانيا     | 9,649   | 44      |
| 3       | كازاخستان    | 8,662   | 45      |
| 3       | لاتفيا       | 8,543   | 46      |
| 3       | بلغاريا      | 8,200   | 47      |
| 3       | قبرص         | 8,032   | 48      |
| 4       | جزر فارو     | 7,020   | 49      |
| 4       | جورجيا       | 6,977   | 50      |
| 4       | أرمينيا      | 6,500   | 51      |
| 4       | أندورا       | 1,958   | 52      |

| الفريق     | المعامل | الترتيب |
| ---------- | ------- | ------- |
| جبل طارق   | 0       | —       |
| ليختنشتاين | 0       | —       |
| سان مارينو | 0       | —       |

| الفريق | المعامل | الترتيب |
| ------ | ------- | ------- |
| روسيا  | 32,203  | 14      |